# Taió
Taió is een gemeente in de Braziliaanse deelstaat Santa Catarina. De gemeente telt 17.522 inwoners (schatting 2009).

## Aangrenzende gemeenten
De gemeente grenst aan Dona Emma, Mirim Doce, Pouso Redondo, Rio do Campo, Rio do Oeste, Salete, Santa Cecília en Witmarsum.